# سیارک ۱۲۳۴
سیارک ۱۲۳۴ (به انگلیسی: 1234 Elyna، نامگذاری:1931UF) هزار و دویست و سی و چهارمین سیارک کشف شده‌است که در ۱۸ اکتبر ۱۹۳۱ و در هایدلبرگ کشف شد.
قدر مطلق سیارک برابر ۱۱٫۵۰ است.